# Iran i olympiska vinterspelen 1956
Iran deltog med tre deltagare vid de olympiska vinterspelen 1956 i Cortina d'Ampezzo, vilket var första gången Iran deltog i vinterspelen. Ingen av landets deltagare erövrade någon medalj.